# Киритіка
Киритіка (Thamnornis chloropetoides) — вид горобцеподібних птахів родини Bernieridae. Його раніше відносили до родини кропив'янкових (Sylviidae).

## Поширення
Ендемік Мадагаскару. Трапляється на південному заході острова на південь від Мурундави та на захід від Туланаро. Його природним середовищем проживання є субтропічний або тропічний сухий ліс та рідколісся.

## Опис
Тіло завдовжки до 15 см. Верхня частина тіла коричнева, нижня — сіра. На лиці є коричнева тонка маска. Дзьоб довгий, сіро-рожевого кольору з чорним кінчиком.

## Спосіб життя
Мешкає у сухих лісах та заростях чагарників на висоті до 800 м над рівнем моря. Трапляється парами, інколи невеликими сімейними групами. Живиться комахами та їхніми личинками. Моногамні птахи. Сезон розмноження триває з листопада по грудень. Гніздо будує серед гілок чагарників. У гнізді 2-4 яйця. Інкубація триває два тижня. Обидва батьки піклуються про пташенят впродовж шести тижнів.